# Aman (arabe)
Pour les articles homonymes, voir Aman.
Amân est un terme arabe utilisé surtout au Moyen Âge pour désigner la garantie donnée à un adversaire qui se soumet d'avoir la vie sauve, d'être pardonné.
Le mot a deux usages.

## L'amân du vainqueur
Le vainqueur d'un conflit peut accorder l'amân au vaincu qui se soumet, la vie sauve lui est garantie dans la mesure où il respecte le pacte de non-agression à l'égard du vainqueur. De l'autre côté le vainqueur s'interdit lui aussi de rompre le pacte. Historiquement les ruptures du pacte ont été fréquentes venant du vainqueur ou du vaincu.

## L'amân comme sauf-conduit
Un étranger, marchand ou diplomate, qui veut traverser les « territoires musulmans » (Dar al-Islam), alors qu'il vient des « territoires de la guerre » (Dar al-Harb) dits aussi « territoires des infidèles » (Dar al-Kufr), doit obtenir l'amân qui l'autorise à circuler sous la protection du prince dans ses territoires.

## Usages modernes

### Le Pacte fondamental (1857)
En septembre 1857, sous la menace des canons d’une escadre française dépêchée au port de La Goulette, les puissances coloniales imposent à Mohammed Bey de Tunis la signature du « Pacte fondamental » ou « Pacte de Sécurité » (`Ad al-Amân) qui stipule que tous les habitants de la Tunisie sont égaux devant la loi et devant l’impôt, qui instaure la liberté des cultes et de commerce et surtout qui donne aux étrangers le droit d’accéder à la propriété et d’exercer toutes les professions. Ce pacte supprime de facto le statut de dhimmi pour les non-musulmans.

### AMAN
L'organisation de défense des droits de la femme [réf. souhaitée] en Jordanie a choisi de se nommer par un acronyme en arabe donnant AMAN.

### Jeu de mots
L’Aman, titre d’un roman d’Évelyne Sullerot (Fayard, 1981). À deux époques, pendant la guerre d’Algérie et lors de la mort du président Boumédienne, un Algérien en France, militant puis ministre, bénéficie, vis-à-vis de la police française, de la complicité de l’héroïne dont il est l’amant.